# Szarajevói merénylet
A szarajevói merényletet 1914. június 28-án követte el Gavrilo Princip nacionalista szerb diák Boszniában, Ferenc Ferdinánd főherceg, az Osztrák–Magyar Monarchia trónörököse és hitvese, Chotek Zsófia ellen. Ez a terrorakció lett az első világháború kitörésének közvetlen ürügye, ami aztán lehetőséget adott az európai hatalmi viszonyok átrendeződésére.
A főherceg a figyelmeztetések ellenére a boszniai Szarajevóba látogatott, hogy az ott tartott hadgyakorlatot megtekintse. Látogatásának célja a Habsburg-ház iránti tisztelet helyreállítása volt a boszniai régióban. A szerb nacionalista körök már korábban merényletet terveztek a főherceg ellen. Ezt nagyban segítette, hogy a trónörökös Szarajevóba látogatásának időpontja és útvonala a sajtónak köszönhetően közismert volt. Az első, sikertelen merényletet 10 óra 10 perckor Nedeljko Čabrinović kísérelte meg. Ezt követően az útvonalat megváltoztatták, azonban a sofőrök tévedésből az eredeti útvonalat követték. Ferenc Ferdinánd sofőrje is erre haladt, ekkor azonban a gépkocsiban tartózkodó Oskar Potiorek táborszernagy rászólt. A sofőr erre pontosan a sarkon, a zsúfolt járda mellett lefékezte a gépkocsit. Gavrilo Princip, aki néhány lépésre tartózkodott, előrántotta és elsütötte a fegyverét. A főhercegi pár a lövések következtében rövidesen életét vesztette. Az elfogott Principet 20 évre ítélték, azonban 1918. április 28-án a cellájában tuberkulózis következtében elhunyt.
A merénylet következtében egy hónap múlva az Osztrák–Magyar Monarchia megtámadta a Szerb Királyságot. Ezt követően az európai országok sorra bekapcsolódtak a háborúba, és kezdetét vette az első világháború.
A merénylet napja és Ferenc Ferdinánd látogatása Szent Vitus napjára, az 1389-es rigómezei csata évfordulójára esett. A hagyomány szerint egy szerb nemes az ellenség táborába lopakodva ezen a napon ölte meg I. Murád oszmán szultánt.

## Előzményei

### A Balkán a századfordulón

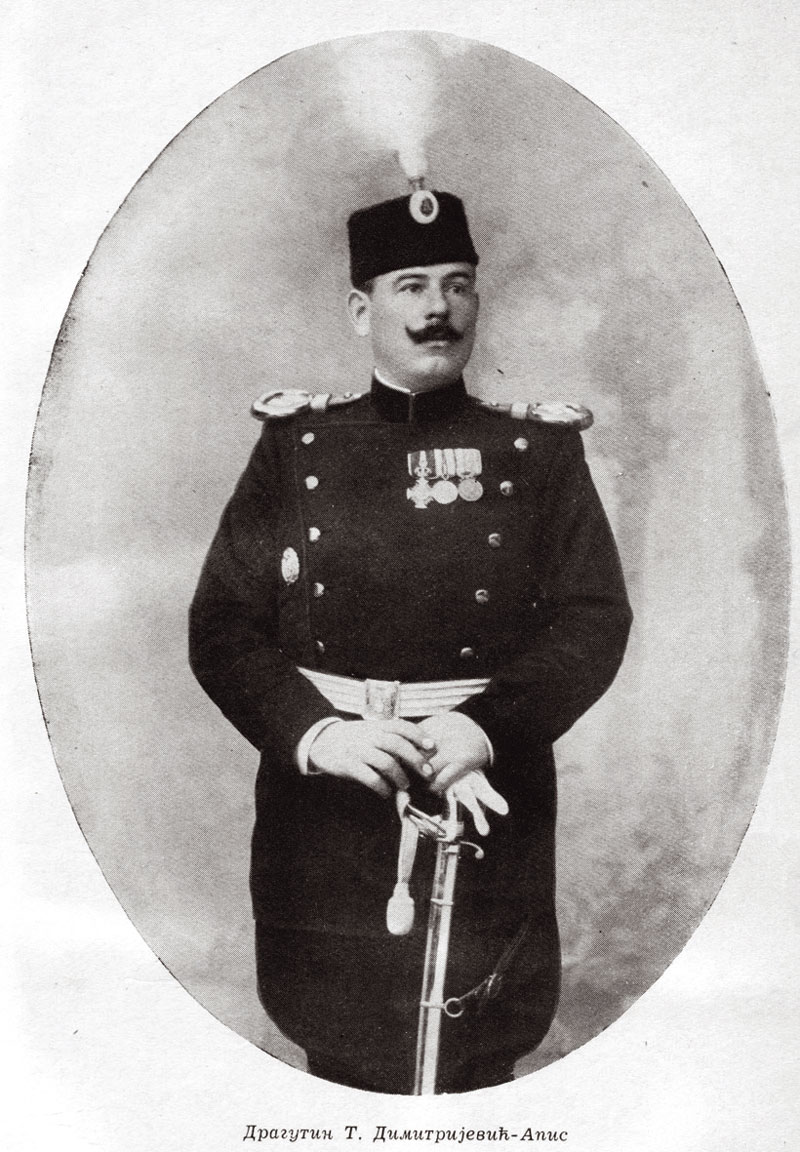
Dragutin Dimitrijević

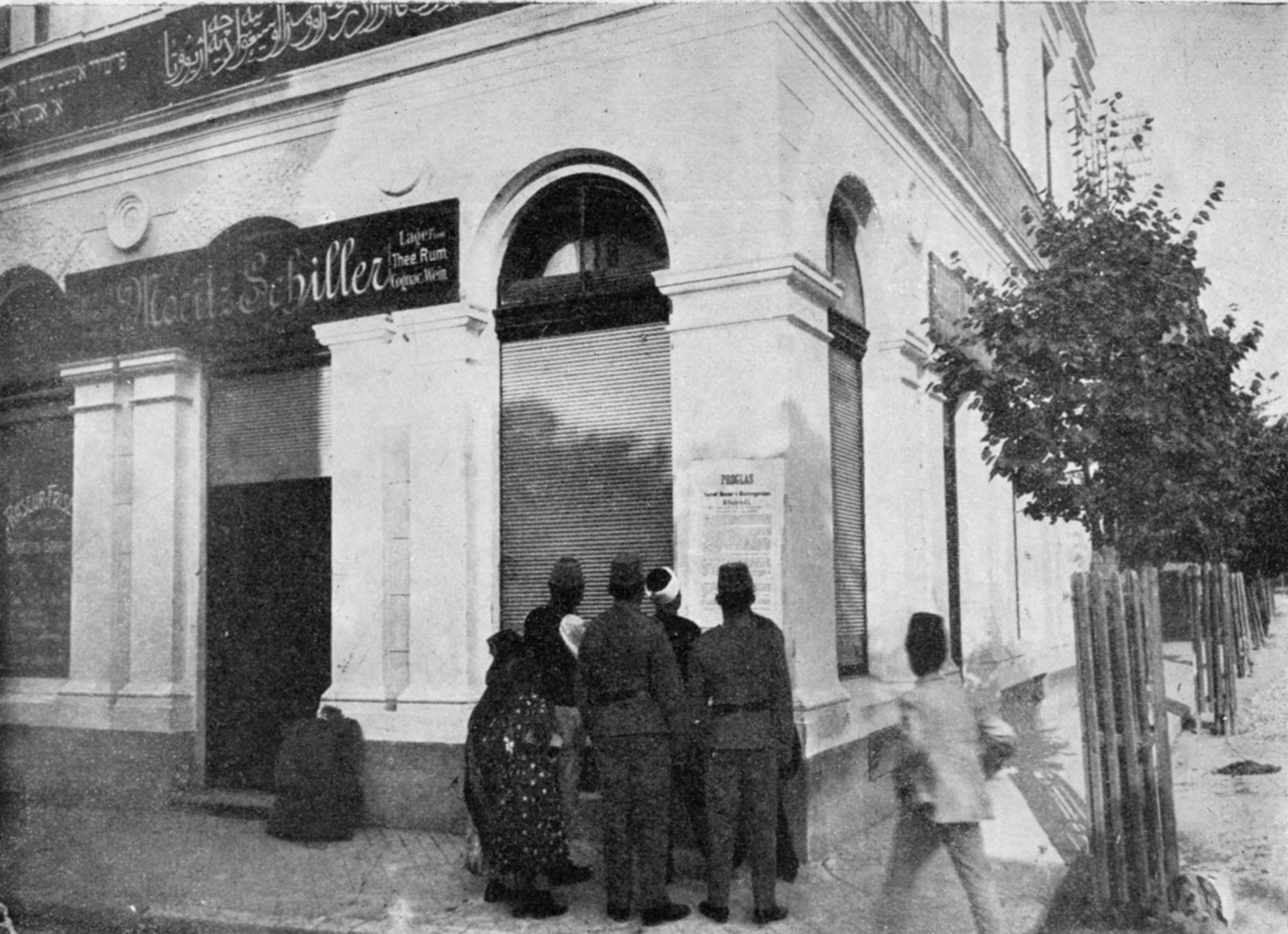
szarajevói lakosok olvassák az annexióról szóló felhívást

Az 1878-as berlini kongresszuson az Osztrák–Magyar Monarchia engedélyt kapott a boszniai vilajet okkupálására (megszállására), de az jogilag az Oszmán Birodalom része maradt. Az említett kongresszuson a nagyhatalmak elismerték Szerbia függetlenné válását is. Az új szerb fejedelemség, később királyság, szoros kapcsolatot tartott fenn az Osztrák–Magyar Monarchiával. A helyzet 1903 májusában változott meg, amikor a Dragutin Dimitrijević szerb vezérkari ezredes által vezetett katonatisztek megrohamozták a királyi palotát. A sötétben vívott összecsapásban elfogták Laza Petrović tábornokot, a királyi testőrség vezetőjét és kényszerítették, hogy fedje fel I. Sándor király rejtőzködési helyét. Ennek következtében, amikor a király és a királyné kinyitotta a rejtekhely ajtaját, a támadók mindkettőjüket kivégezték. A királyt 30, a feleségét 18 találat érte, ezután testüket brutálisan felkoncolták. Ezt követően a holttesteket a támadók kidobták a királyi palota ablakán. A támadás során Petrović és a királyi család több tagja is életét vesztette. A királyné testvéreinek meggyilkolását Vojislav Tankosić szervezte meg. A megüresedett trónt Karađorđević Petar avagy I.Péter foglalta el.
Mivel az új uralkodó nacionalistább felfogású volt az elődjénél, így az északi szomszédjával ápolt baráti viszony helyett Oroszországhoz kezdett közeledni. Ebben az évtizedben Szerbia és a szomszédai között egyre feszültebbé vált a viszony, amely végül az Osztrák–Magyar Monarchia elleni vámháborúhoz (disznó-háború) vezetett. Az 1908–09-es boszniai válságban Szerbia ellenezte Bosznia (a Monarchia általi) annexióját, a következő évtized elején pedig kirobbantak a balkáni háborúk, amelyben Szerbia jelentős területeket szerzett.
A szerb katonai sikerek és az Osztrák–Magyar Monarchia boszniai annexiója felszította a nacionalizmust a szerb kulturális szervezetekben. 1910. június 15-én Bogdan Žerajić megpróbálta meggyilkolni Bosznia-Hercegovina keménykezű kormányzóját, Marijan Varešanin tábornokot. Žerajić 22 éves szerb fiatalember volt, aki a Nevesinje nevű településről származott. Tanulmányait a Zágrábi Egyetem jogi karán folytatta, és gyakran megfordult Belgrádban is. A merénylet során ötször sütötte el a lőfegyverét, de egyszer sem találta el Varešanint, végül a hatodik lövedékkel öngyilkosságot követett el. Később ez ihlette meg Principet és bűntársát, Čabrinovićot a tettük elkövetésére. Ezt Princip később elismerte. 17 évesen egy éjszaka elment Žerajić sírjához, ahol eldöntötte, hogy előbb vagy utóbb ő is merényletet fog elkövetni.

### Az elhatározás megszületése

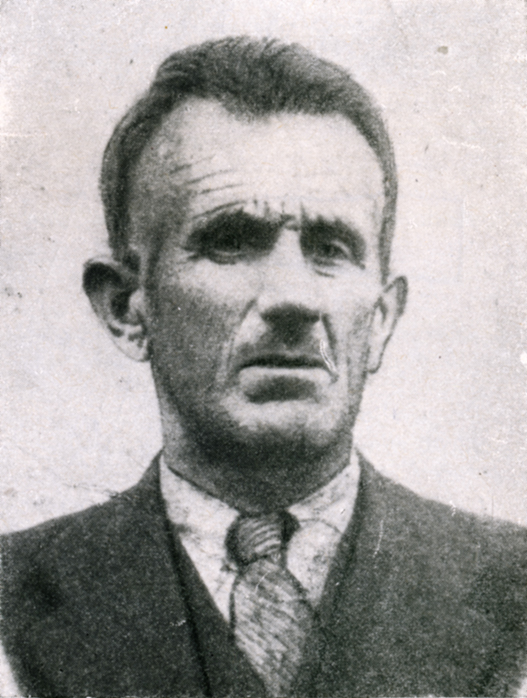
Muhamed Mehmedbašić

Az Ifjú Bosznia (szerbül Mlada Bosna) mozgalom egy magánkapcsolatokra épülő, különböző célok által vezérelt, elégedetlen fiatalokból álló szervezet volt. Sem anarchisták, sem szocialisták nem voltak, a jövőről alkotott elképzelésük sem volt egységes. A szervezet tagjait erős irodalmi tevékenység jellemezte, de közülük csak Ivo Andrić tett szert komolyabb írói hírnévre. Felfogásuk szerint a „szerb forradalmár egyszerre művész és összeesküvő, mártír és bujtogató, nyugati modorú ember és betyár, aki nemcsak hallatja hangját, hanem harcba is száll a szerencsétlenek és elnyomottak érdekében”. Ennek szellemében 1910 és 1914 között hét alkalommal kíséreltek meg merényletet Bosznia–Hercegovinában az osztrák–magyar kormányzat és a Habsburg-család tagjai ellen. Ehhez a mozgalomhoz tartoztak a Ferenc Ferdinánd trónörökös elleni merénylet elkövetői is. Az előkészületek nyomai egyértelműen Belgrádba vezetnek. Ez a kortársak előtt sem volt kétséges, viszont ma sem teljesen tisztázott a különböző csoportok befolyásának mértéke. Számos boszniai fiatal tanult (és dolgozott) Belgrádban, ahol sokan a délszláv állami egységet hirdető Narodna Odbrana hívévé váltak, sőt egyesek önkéntesként katonai alakulatokhoz vagy szabadcsapatokhoz (félkatonai alakulatokhoz) is csatlakoztak.
A Fekete Kéz a szerb nacionalista fegyveres szervezet volt. Néhány civil kivételével kizárólag olyan katonatisztekből állt, akik részt vettek I. Sándor szerb király 1903. évi meggyilkolásában. A szervezet élén Dragutin Dimitrijević ezredes állt, aki Apis fedőnéven a szerb katonai hírszerzést irányította. A Fekete Kéz különféle nacionalista egyesületekbe épült be, többek között az 1908-ban alapított, zömmel civilekből álló Narodna Odbranába. Danilo llić publicista a legszorosabb kapcsolatban állt e fegyveres szervezettel. Ő volt az Ifjú Bosznia és a Fekete Kéz összekötője. Ilić származását tekintve boszniai szerb volt. Előbb kisebb településeken tanítóskodott, majd Szarajevóban bankhivatalnok és a Fekete Kéz helyi vezetője lett. 1913-ban Užicében találkozott Popović ezredessel, a Fekete Kéz egyik tagjával, aki elküldte őt a szerb katonai hírszerzés vezetőjéhez, Dragutin Dimitrijevićhez. Nem sokkal később, 1914 januárjában a gerillák kiképzésével megbízott Vojislav Tankosić, szerb irrendenta megbeszélést tartott a franciaországi Toulouse-ban. A találkozón részt vett egy elszegényedett boszniai muszlim nemesi családból származó 27 éves férfi, Muhamed Mehmedbašić is, aki fel akarta támasztani a bosnyák forradalmi szellemet és újabb terrorcselekményeket tervezett elkövetni. A toulouse-i találkozó résztvevői számba vették a lehetséges célpontokat, majd eldöntötték, hogy Oskar Potiorek táborszernagy, Bosznia-Hercegovina katonai kormányzójának meggyilkolása érdekében Mehmedbašićot eljuttatják Szarajevóba. A szarajevói vonatra azonban – egy tolvaj üldözése során – rendőrök szálltak fel, és Mehmedbašić, a lelepleződés elkerülése érdekében, a magánál tartott tőrt és mérget kihajította a vonatból.

### Ferenc Ferdinánd főherceg kiválasztása

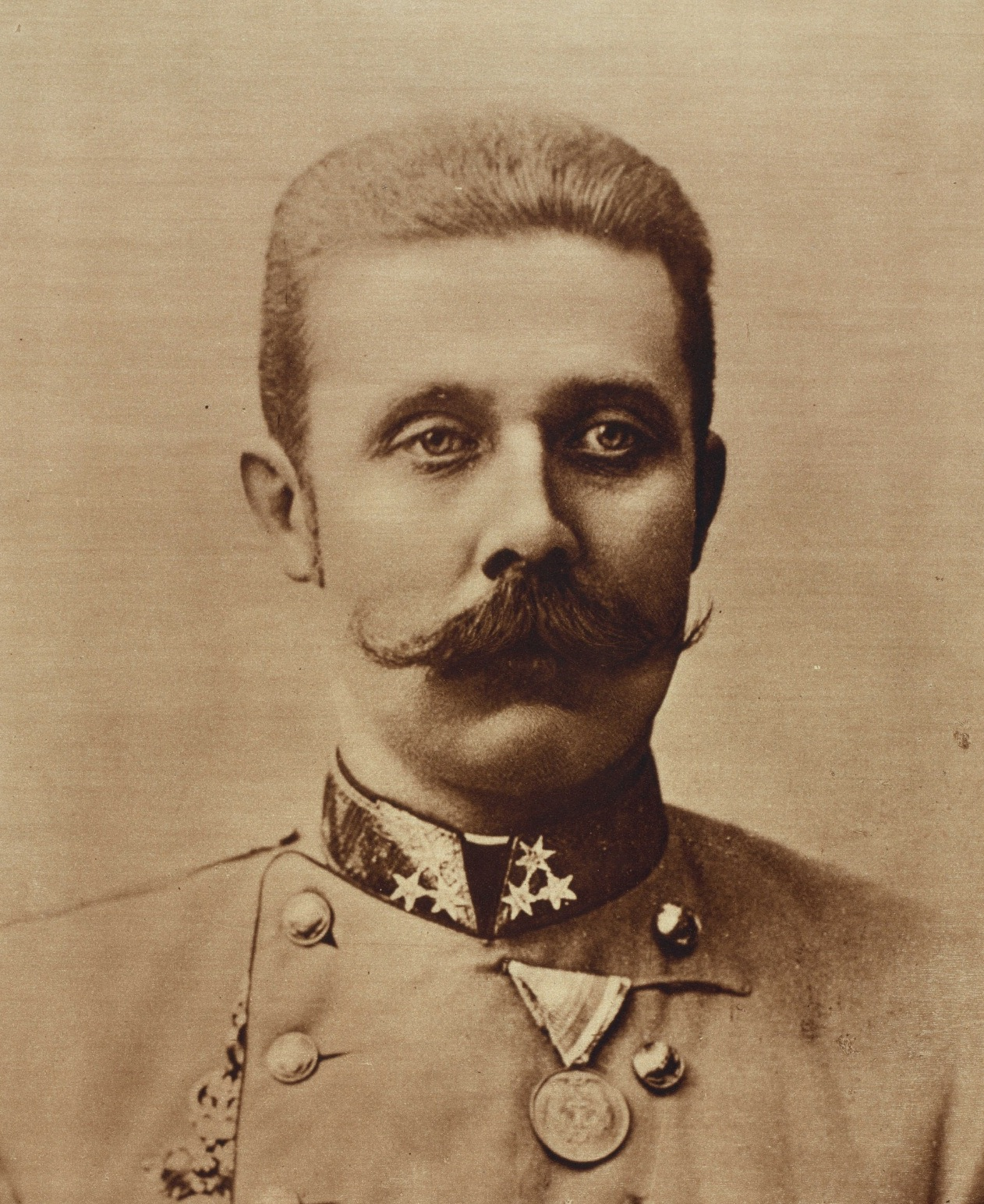
Ferenc Ferdinánd főherceg

A merénylők útvonala

Mehmedbašić sok időt vesztett az új fegyverek beszerzésével, ezért Ilić 1914. március 26-ára Mostarba hívatta. Itt Ilić tájékoztatta Mehmedbašićot, hogy Belgrádban letettek a kormányzó elleni merényletről, helyette a trónörököst jelölték meg új célpontként. Apis a szerb bíróságon beismerte, hogy ő adott parancsot a merényletre, de tudott róla a belgrádi orosz nagykövet, Nyikolaj Genrihovics Gartvig és Viktor Artamonov belgrádi orosz katonai attasé is. A merénylőket ezután kezdték toborozni. A későbbi szarajevói tárgyaláson Ilić azt nyilatkozta, hogy az ortodox húsvét után vonta be a tervbe Vaso Čubrilovićot és Cvjetko Popovićot. A másik három tag, a gimnazista Gavrilo Princip, az iskolakerülő Trifko Grabež, a nyomdász Nedeljko Čabrinović is azt vallotta a tárgyaláson, hogy húsvét után csatlakoztak az akcióhoz. Ők hárman osztrák-magyar állampolgárok voltak és Belgrádban tanultak. Ott találkoztak Milan Ciganovićtyal, aki ismerte Vojislav Tankosić őrnagyot, aki egyben a Fekete Kéz szervezetének is tagja volt. A fegyverek beszerzése az ő személyéhez köthető. Ennek következtében a merénylet előkészületeibe bekapcsolódott az Egyesülés vagy halál (Ujedinjenje ili smrt) nevű titkos szervezet is. Az őrnagy egy FN Model 1910 félautomata pisztolyt adott a fiataloknak, akik egy Belgrád melletti parkban gyakoroltak .380 ACP-lőszerekkel.
A többi fegyver május 26-án érkezett meg Szarajevóba. A merénylők a tárgyaláson beismerték, hogy Tankosić őrnagy Ciganovićon keresztül nem csak hat kézigránátot, négy új Browning FN Model 1910 pisztolyt (sorszámaik: 19074, 19075, 19120 és 19126), .380 ACP-lőszert, hanem pénzt és méregpirulákat is küldött részükre. Emellett megszervezte a kiképzésüket, rendelkezésükre bocsátott egy a csendőrök helyzetét megjelölő térképet is, valamint ismertette velük a monarchia területén működő szerb ügynökök titkos útvonalait, továbbá átadott részükre egy kártyát is, amellyel használhatták az útvonal részét képező alagutat.
Princip, Grabež és Čabrinović május 28-án hagyták el Belgrádot, és Szabácsba hajóztak, ahol átadták a kártyájukat Popović századosnak, a szerb határőrség tagjának. Popović pedig biztosított a számukra egy kísérőlevelet, amelyet Prvanovićnak kellett átadniuk, továbbá kitöltöttek egy űrlapot, amelyen három vámtisztviselő neve szerepelt. Ennek köszönhetően olcsóbban kaphattak vonatjegyet Loznicába. Május 29-én a városba érve, Prvanović százados, a helyi határőrség vezetője megbeszélésre hívatta őket, ahol közölte velük, hogy csak másnap kelhetnek át a Drinán. A három fiatal az éjszakát egy nyilvánosház padlásán töltötte. Princip arra kérte Čabrinovićot, hogy egyedül utazzon Zvornikba, ahol a hivatalos átkelőhelyen Grabež diákigazolványát használva átjuthat a határon. Čabrinović átadta a fegyvereket Principnek és Grabežnek.
Május 30-án reggel Prvanović beosztott őrmestere, Budivoj Grbić vállalta el a feladatot, hogy Principet és Grabežt eljuttassa Isaković szigetére, amit a Drina vett körül és a két ország határán feküdt. Ide másnap jutottak el. Grbić átadta az összeesküvőket és a fegyvereket a Narodna Odbrana ügynökeinek, akik biztonságos helyre kísérték őket. A határt végül június 1-jén, éjjel lépték át. A fegyvereket több, egymást váltó ügynök június 3-ára sikeresen Tuzlába juttatta. Itt csatlakozott hozzájuk Čabrinović, majd a fegyvereket Miško Jovanović ügynökre bízták, aki a helyi filmszínház tulajdonosa és a helyi bank elnöke volt.
A Narodna odbrana ügynökei jelentést tettek a szervezet vezetőjének, Boža Jankovićnak, aki továbbította az információkat Nikola Pašić szerb miniszterelnöknek. Pašić kézzel írott eligazító jegyzeteiben szerepelt a „Trifko”, azaz Grabež beceneve és Vojislav Tankosić neve is. Az osztrákok később megszerezték a jegyzeteket, és további dokumentumok is a kezükbe kerültek.

### Megérkezés Szarajevóba és a merénylet előkészítése

A fegyverek útvonala

Čabrinović édesapja rendőr volt Szarajevóban. A vonaton utazva apja egyik nyomozóbarátjával, Ivan Vilával találkozott. A vele történt véletlen beszélgetés során tudomást szereztek Ferenc Ferdinánd Szarajevóba érkezésének pontos dátumáról. Princip, Grabež és Čabrinović június 4-én érkezett meg a városba. Itt szétváltak. Princip elkísérte Ilićet a Hadžiciban található házába, majd június 6-án visszatértek Szarajevóba, Ilić édesanyjának házába. Princip ezután írnoki állást vállalt egy szerb kulturális egyesületnél, Grabež pedig csatlakozott a családjához Paléban. Čabrinović visszament apja házába. Danilo Ilić Szarajevóban újabb három ifjút toborzott az Ifjú Bosznia mozgalomba és egyben a merénylethez is: a 17 éves Vaso Čubrilovićot, a 18 éves Cvetko Popovićot és Muhamed Mehmedbašićot, akiket Principék addig nem ismertek.
Június 14-én Ilić Tuzlába távozott, hogy a fegyvereket Szarajevóba szállítsa. Miško Jovanović a fegyvereket egy nagy doboz cukor közé rejtette. Másnap ketten Dobojba utaztak vonaton, ahol Jovanović átadta a teli dobozt Ilićnek, aki még aznap elutazott Szarajevóba, ügyelve arra, hogy csak a külvárosig menjen, onnan pedig átszálljon egy villamosra, így elkerülve a rendőrséget. A fegyvereket anyja házában, a kanapé mögötti bőröndbe rejtette el. A terv szerint a merényletben részt vevő hat fő egy 500 méteres útszakaszon kettesével helyezkedett volna el, úgy, hogy mind a hat személy bombát hajíthasson az arra haladó járműre, a biztos siker érdekében. A merénylőket Ilić is lelkesítette. Június 27-én este Princip nem tartózkodott a többiekkel, de Mehmedbašić kijelentette, hogy másnap együtt lesz az összes merénylő. Ezután hárman elküldtek egy képeslapot a Fekete Kéz boszniai igazgatójának, Vladimir Gaćinovićnak, Franciaországba. Másnap Danilo Ilić kiosztotta a fegyvereket. Mindenki kapott egy-egy kézigránátot, de Čabrinovićnak és Mehmedbašićnak nem jutott pisztoly. Princip kapta a 19074-es sorszámú pisztolyt.

### Ferenc Ferdinánd szarajevói látogatása

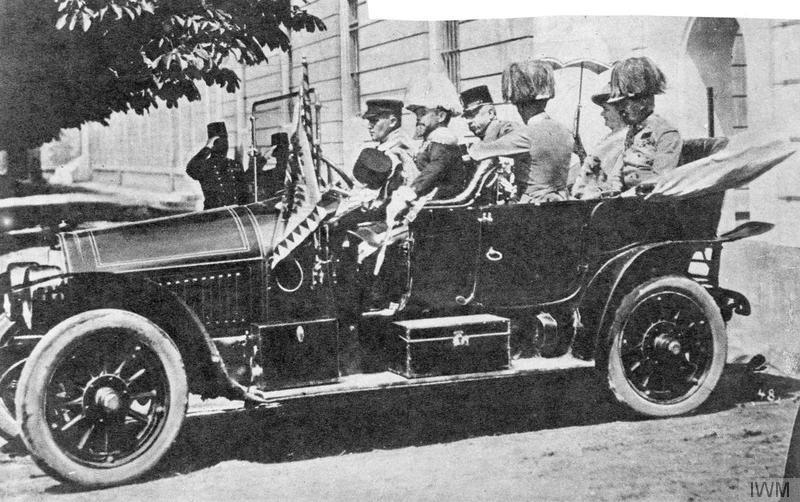
Ferenc Ferdinánd és hitvese a merénylet előtt

1913-ban Ferenc József megparancsolta Ferenc Ferdinánd főhercegnek, hogy látogasson el az egy évvel későbbi júniusi boszniai katonai hadgyakorlatokra. A tervek szerint a hadgyakorlatok után a főherceg a feleségével Szarajevóban az új állami múzeumot avatta volna fel. Chotek Zsófia – legidősebb fia szerint – a férjét támogatva kísérte el az útra. A bécsi udvarban Zsófiát morganatikus (rangon aluli) házassága miatt közemberként kezelték. Ferenc József császár csak úgy egyezett bele a házasságba, ha utódaik nem lesznek trónörökösök.
A trónörököst megpróbálták lebeszélni az utazásról, mivel több alkalommal is merénylet célpontja volt. Ferenc Ferdinánd mégis meg kívánta tekinteni a hadgyakorlatokat. A szarajevói út nem indult szerencsésen, a vasúti szerelvényben több hiba is adódott, végül a boszniai fővárosba való megérkezéskor egy bomba robbant a pályaudvaron, és tizenegy fő megsérült. Ezután a trónörökös és hitvese a közelben található ilidžai szállásukra távoztak. Június 27-én, az esti órákban, a főhercegi pár vacsorán vett részt, amelyen megjelent a helyi előkelőség negyven tagja is. Ezt egy szűk körű tanácskozás követte, amelynek témája a trónörökös további programja volt. A főudvarmester a kedvezőtlen, feszült politikai légkörre való tekintettel a szarajevói látogatás lemondása mellett foglalt állást, míg a főherceg szárnysegédje azzal érvelt, hogy ez politikai megfutamodásnak tűnne, és sértést jelentene Oskar Potiorek számára is, így végül folytatták a programot, a terveknek megfelelően. Június 28-án reggel 9 órakor a főhercegi pár a hotelben alkalmilag létrehozott házi kápolnában megtartott reggeli misét követően vonattal Szarajevóba utazott.
Az állomáson Potiorek táborszernagy fogadta őket, díszőrség kíséretében. Ezt követően rövid, pár perces látogatást tettek a helyi kaszárnyában, majd gépkocsiba ülve a városháza felé vették az irányt. Automobiljuk a kíséretükre kirendelt oszlopban haladt. Mivel a menet élén haladó gépjárműben négy rendőrtiszt tartózkodott, abban valódi nyomozóknak nem jutott hely. A másodikban a polgármester és a rendőrfőnök utazott. A harmadikban pedig, amely egy Gräf & Stift sportkocsi volt, Ferenc Ferdinánd főherceg és hitvese ült egymás mellett, velük szemben Potiorek táborszernagy, a cseh sofőr mellett pedig Franz von Harrach cseh gróf foglalt helyet. A negyedik, ötödik és hatodik gépjárműben a trónörökös kísérete tartózkodott. A program szerint először egy laktanyát látogattak meg, majd 10 órakor elindultak a városháza felé. Az út egy kisebb folyó, a Miljacka mentén haladt, házak csak a folyó egyik oldalán voltak. Itt egy kisebb, éljenző csoport gyűlt össze, ekkor azonban a közeli vaskereskedés épületén elhelyezett sárga-fekete Habsburg-zászló a nézőközönségre zuhant.

## A merénylet

A gyilkosság és a bombatámadás helyszíne

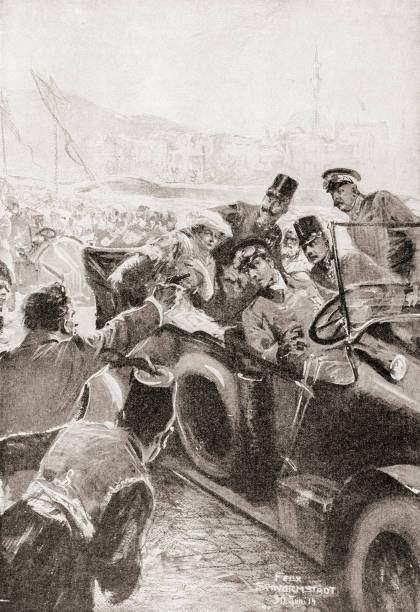
A merénylet

A résztvevők a merénylet napján, 1914. június 28-án 8 óra 15-kor találkoztak egy kávéházban, majd 9 órakor egy 500 méteres útszakaszon kettesével leálltak az utca folyó felőli oldalán, a konvojt várva. Tervüket nagyban segítette, hogy a trónörökös látogatása ellenére biztonsági intézkedésekre, katonai sorfal által történő biztosításra nem került sor. Úgy tűnt, hogy a merénylet mégis elmarad. A gépkocsik feltűnésekor a Mostar Café kertjével szemben álló Mehmedbačić passzív maradt, mivel megzavarta egy csendőr jelenléte, és a cél eltalálásában sem volt biztos. Más verzió szerint viszont ekkor már eldugta a bombáját egy bokorba és Montenegró irányába menekült. Čubrilović a főherceg és a hitvese iránti sajnálatból nem volt képes elkövetni a merényletet. Popovićot rövidlátása és ijedtsége akadályozta meg. Princip elszalasztotta a legkedvezőbb alkalmat, Grabež pedig a főherceg hitvesére és a tömegre való tekintettel nem használta fel a rendelkezésére álló bombát.
10 óra 10 perckor Nedeljko Čabrinović megkérdezte a közelben tartózkodó rendőrtől, hogy melyik a trónörököst szállító gépkocsi. A választ követően egy kibiztosított Kragujevac-kézigránátot hajított az említett jármű felé. A sofőr ekkor (állítólag) gázt adott, és így a kézigránát a hátrahajtott tetővászonra esett, majd arról lepattanva az oszlop negyedik gépkocsija alatt robbant fel, ahol 30 cm széles, 170 mm mély kráter keletkezett. Néhány repesz eltalálta a trónörököst szállító járművet is, de komolyabb sérülés nem történt, a benne utazó személyek pedig sértetlenek maradtak. Čabrinović a folyóba ugorva próbált menekülni, azonban elfogták. A méreg, amivel végezni akart magával, csak meghánytatta. A robbanás következtében a negyedik autó utasai, valamint a nézőseregből is néhányan megsebesültek, maga az autó pedig használhatatlanná vált. Ferenc Ferdinánd járműve megállt, a történtekről való információszerzés céljából. Ezután a városháza felé vették az irányt, ahol az első két gépkocsi utasai, köztük a polgármester – mit sem sejtve – várták őket.
A polgármester ekkor elkezdte az üdvözlő beszédét, azonban Ferenc Ferdinánd dühösen félbeszakította:
Polgármester úr! Idejövünk az ön városába látogatóba, s az embert bombával dobják meg! Ez megdöbbentő!
Az ezt követő kínos csendet a trónörökös törte meg, amikor ezt mondta a polgármesternek: „most lehet beszélni”. A Habsburg-házat dicsőítő beszédet a főherceg válasza követte, majd egy előre betanult szerb mondattal üdvözölte a helyi lakosságot. Ezt követően Zsófia a muszlim hölgyek iránt tanúsított figyelmet, a trónörökös pedig a tanácsosokkal folytatott eszmecserét. Ferenc Ferdinánd ideges viccelődésbe kezdett a merényletet illetően és megkérdezte Potiorek kormányzótól, hogy lesznek-e még bombák. Ezt követően a főherceg és a tisztviselők megvitatták a további programot. Rumerskirch báró azt javasolta, hogy maradjanak még a városházán, Potiorek viszont a program folytatása mellett érvelt: „Gondolod, hogy Szarajevó tele van merénylőkkel?” Ferenc Ferdinánd ezt követően úgy döntött, hogy meglátogatja a merényletben megsebesült szárnysegédjét a katonai kórházban. Előtte azonban táviratban értesítette Ferenc Józsefet a merényletről. A trónörökös 10 óra 45 perckor indult tovább a harmadik autóban. A gépjármű tulajdonosa, Harrach gróf az esetleges veszélyre való tekintettel a bal oldali lépcsőn állva fedezte Ferenc Ferdinándot.
A merényletre való tekintettel az útvonalat megváltoztatták. Az első két gépkocsi azonban az időközben kiürített szélesebb folyóparti út helyett az eredeti tervet követve behajtott a szűk Ferenc József utcába. A szarajevói rendőrfőnök, Edmund Gerde a zűrzavarban elfelejtette értesíteni a sofőröket az új útvonalról. Ferenc Ferdinánd sofőrje, Leopold Lojka is őket követte, ekkor azonban Potiorek dühösen rászólt. A sofőr erre pontosan a sarkon, a zsúfolt járda mellett lefékezte az autót. Gavrilo Princip, aki néhány lépésre tartózkodott tőlük (1,5 méterre a folyóparttól), Moritz Schiller delikáteszboltja előtt, előrántotta és elsütötte a fegyverét. Az első lövés a trónörökös nyaki főütőerét érte, míg a második Zsófia hercegné hastájékát érte, aki (egyes források szerint) ennek következtében azonnal életét vesztette.
A főhercegi pár mozdulatlan maradt. A gépkocsi megindulásakor Zsófia férje, Ferenc Ferdinánd ölébe esett. A főherceg szájából ekkor vér buggyant ki. Harrach az állapotát illető kérdésére ezt ismételgette: „Semmiség!” („Es ist nichts!”). Ezek voltak az utolsó szavai. A kormányzói palotába szállították, ahol körülbelül 10 percen belül elvérzett. Egyéb forrásokat egybevetve azonban nem dönthető el egyértelműen, hogy melyikőjük vesztette életét először. Principet a rendőrök és a gépkocsikból a segítségükre siető tisztek azonnal elfogták. A kabátjából kieső bombát először nem fedezték fel, és az egyik gépjármű át is hajtott rajta. Princip a tárgyalásán azt nyilatkozta, hogy Potioreket és nem Zsófiát akarta megölni.

## A temetés
A holttesteket az SMS Viribus Unitis hajóval Triesztbe, majd vonattal tovább Bécsbe szállították. A tisztikarnak megtiltották, hogy a halotti szerelvénynek tisztelegjenek, ami kisebb felháborodást váltott ki. A temetés visszafogott volt, és a holttesteket csak rövid ideig ravatalozták fel. A ceremónián csak a szűk családi kör vehetett részt, még a főhercegi pár gyermekeit is kizárták onnan. Alfred von Montenuovo, a császár kamarása igyekezett a temetés költségeit az elhunyt trónörökös gyermekekre terhelni, de erőfeszítése sikertelen volt. A ceremónia után a holttesteket az artstetteni kastély kriptájában helyezték örök nyugalomra, mivel Zsófiát származása miatt nem temethették el a császári kriptába.

## Következmények

### Közvetlen következmények

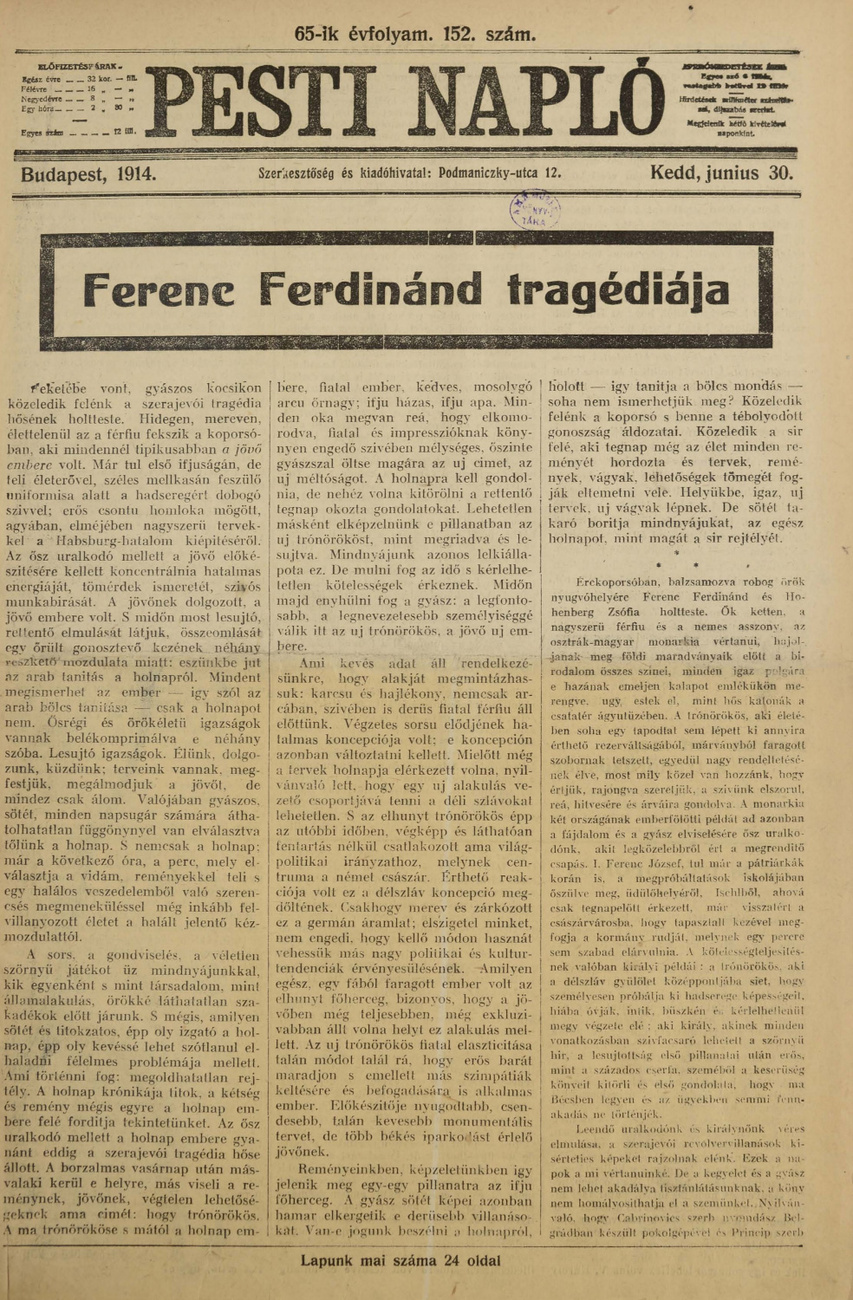
A szarajevói merénylet a Pesti Naplóban

A merénylőket nem sokkal később elfogták. Az osztrák–magyar hatóságok igyekeztek nemcsak a közvetlen tetteseket, de a segítőiket is letartóztatni. Mehmedbašićot Montenegróban fogták el, de szabadon bocsátották, és így Szerbiába menekülhetett, ahol Tankosić segített neki a bujdosásban. A merénylet éjszakáján a monarchia több városában is, különösen a horvát és a boszniai területeken, szerbellenes tüntetéseket tartottak. Ezeket az eseményeket Oskar Potiorek szervezte és támogatta. Zágrábban az első tüntetéseket Josip Frank követői szervezték. Másnap a szarajevói tüntetések pogromokká fajultak, mivel a rendőrség semmit sem tett az indulatok megfékezésére. Ivo Andrić így ír erről a napról: „A gyűlölet őrültsége Szarajevóban” („sarajevsku mahnitost mržnje”). Az első napon két ember vesztette életét, többen megsérültek, valamint 1000 szerb tulajdonú házat, iskolát, üzletet, bankot kifosztottak.

### Közvetett következmények
A merénylet után az osztrák-magyar vezetés a koronatanácsban a hadüzenetről tanácskozott. Bár ezt Tisza István magyar miniszterelnök ellenezte, de nem járt sikerrel, mivel a király 1914. július 23-án ultimátumot küldött Szerbiának. I. Péter szerb király – Oroszország támogatása mellett – visszautasította azt. Ferenc József öt nappal később, a merénylet után egy hónappal, hadat üzent Szerbiának, amivel – a fennálló szövetségi rendszerek miatt – kezdetét vette az első világháború, amely összességében több mint 8,5 millió katona halálát okozta (a halottak, sebesültek és eltűntek száma pedig meghaladta a 37 milliót), és az azt követő, elismerten igazságtalan békeszerződések végül a második világháború kitöréséhez vezettek.
A szarajevói per után, december 2-án a bűnösöket theresienstadti börtönbe szállították. Az itteni cellák fűtetlenek, nyirkosak voltak, és az elítélteket rosszul táplálták. Emiatt Čabrinović 1916. január 21-én, Grabež ugyanezen év október 26-án, Princip pedig 1918. április 28-án hunyt el tuberkulózisban. A világháború után, 1920. június 9-én az összeesküvők holttesteit a szarajevói Koševo temetőben újratemették.

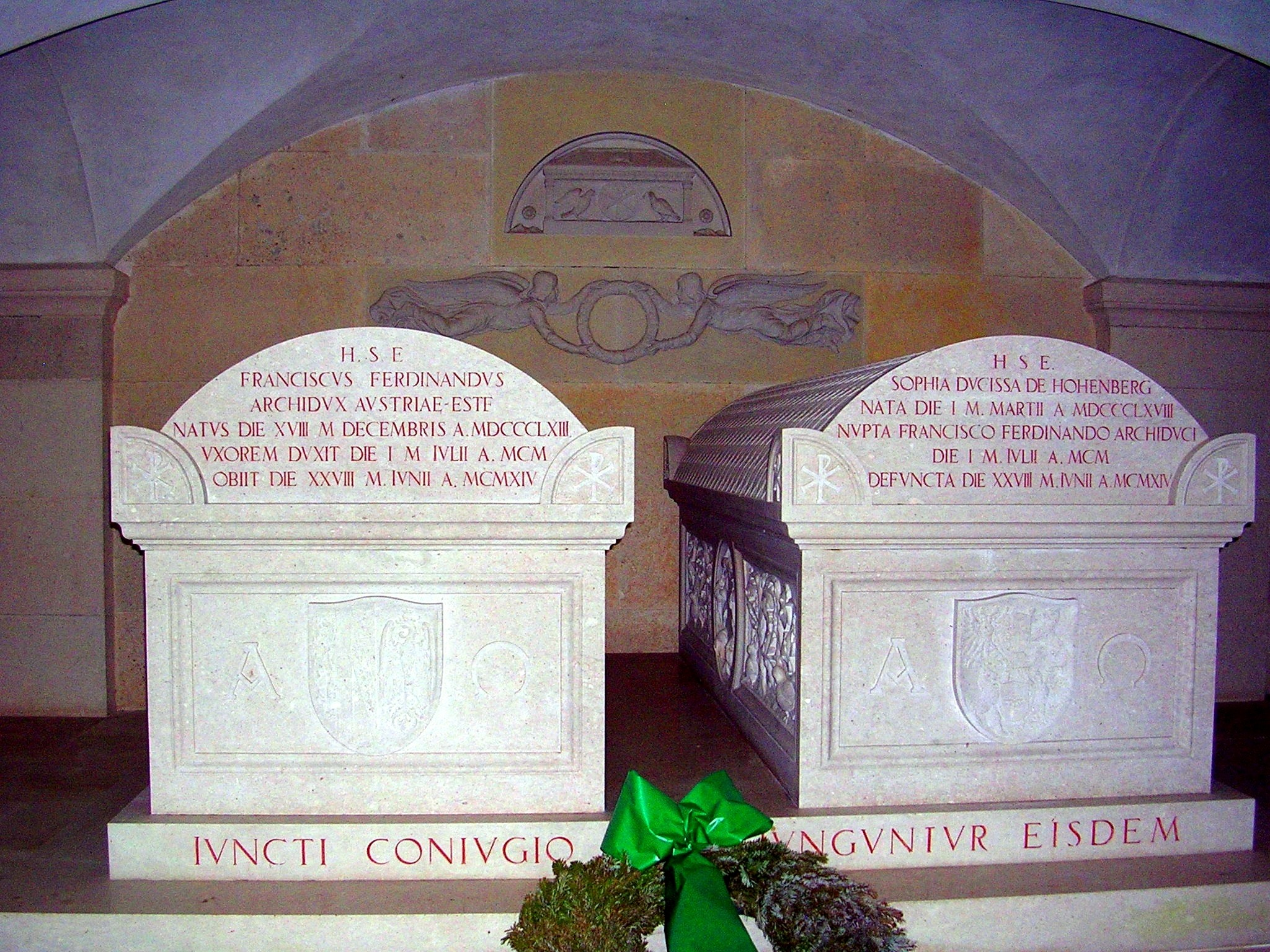
A trónörökös pár sírja
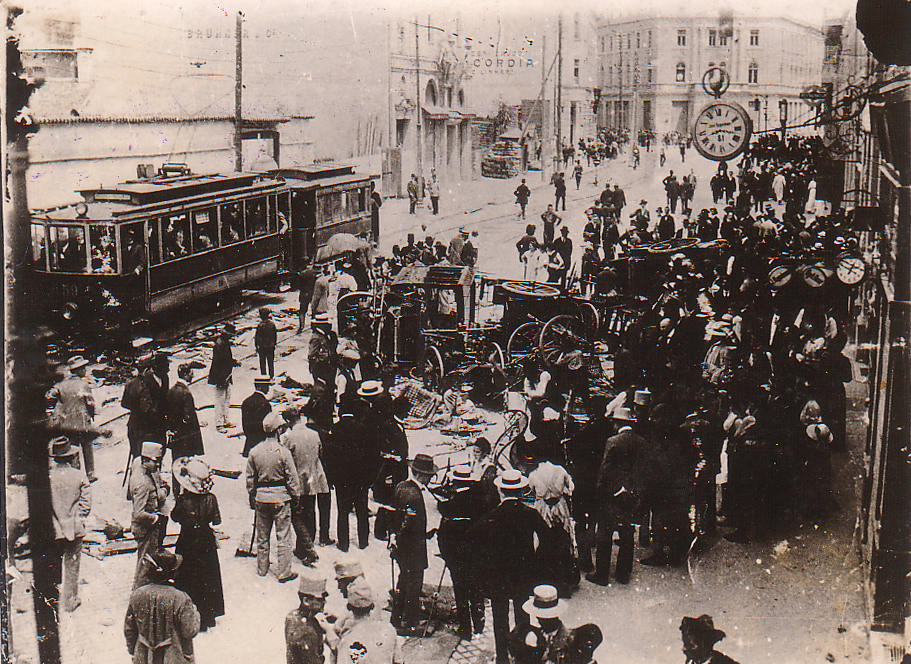
A szarajevói pogrom
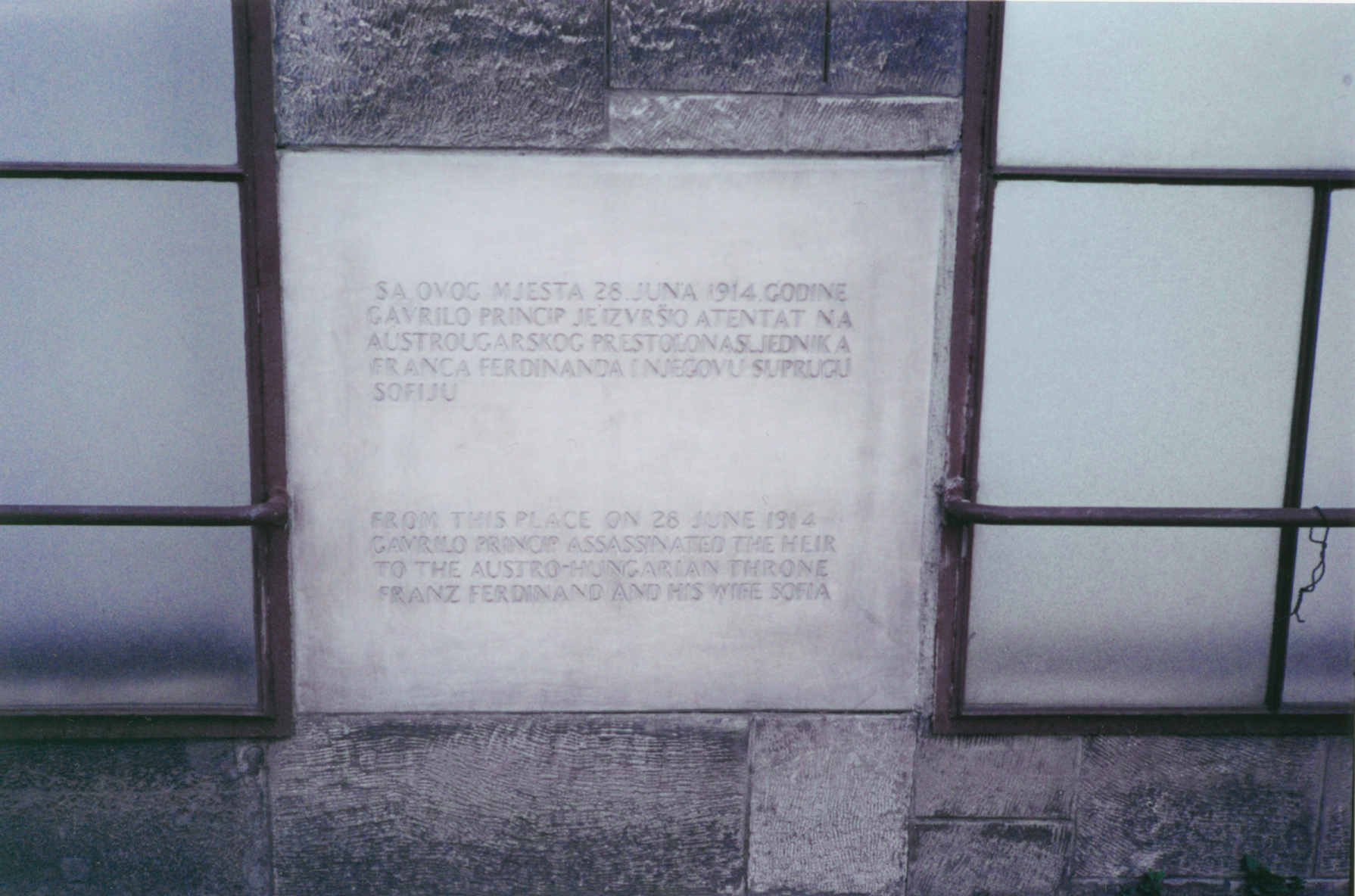
Emléktábla a merénylet helyén, Szarajevóban
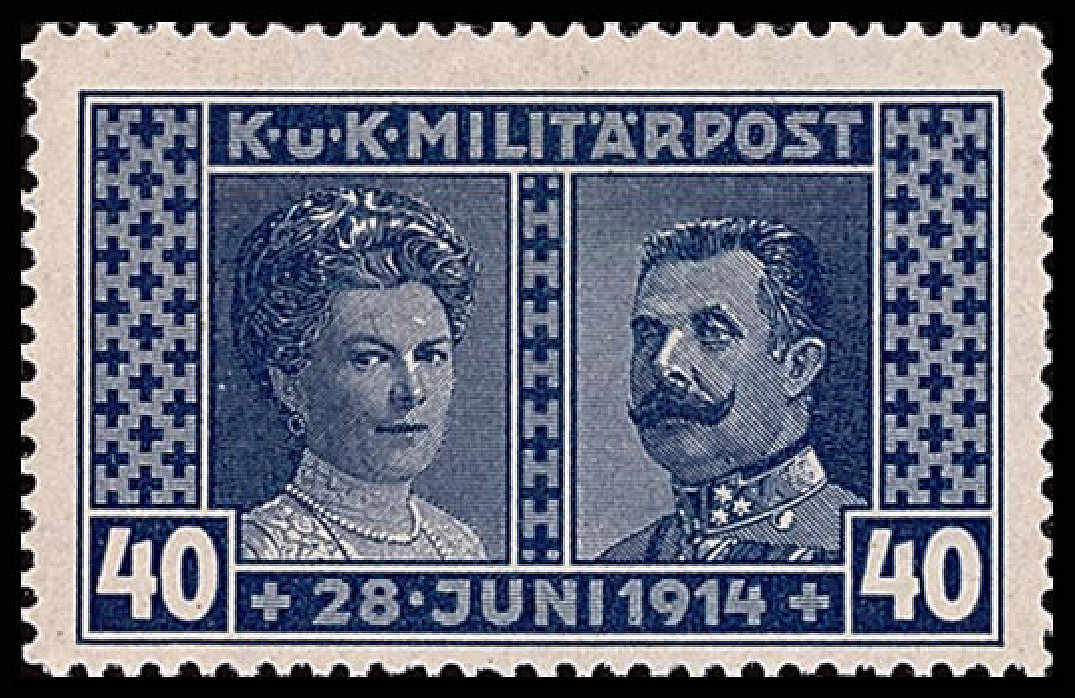
A cs. és kir. Katonai Posta (k.u.k Militärpost) 1917-es emlékbélyege.

## Perek

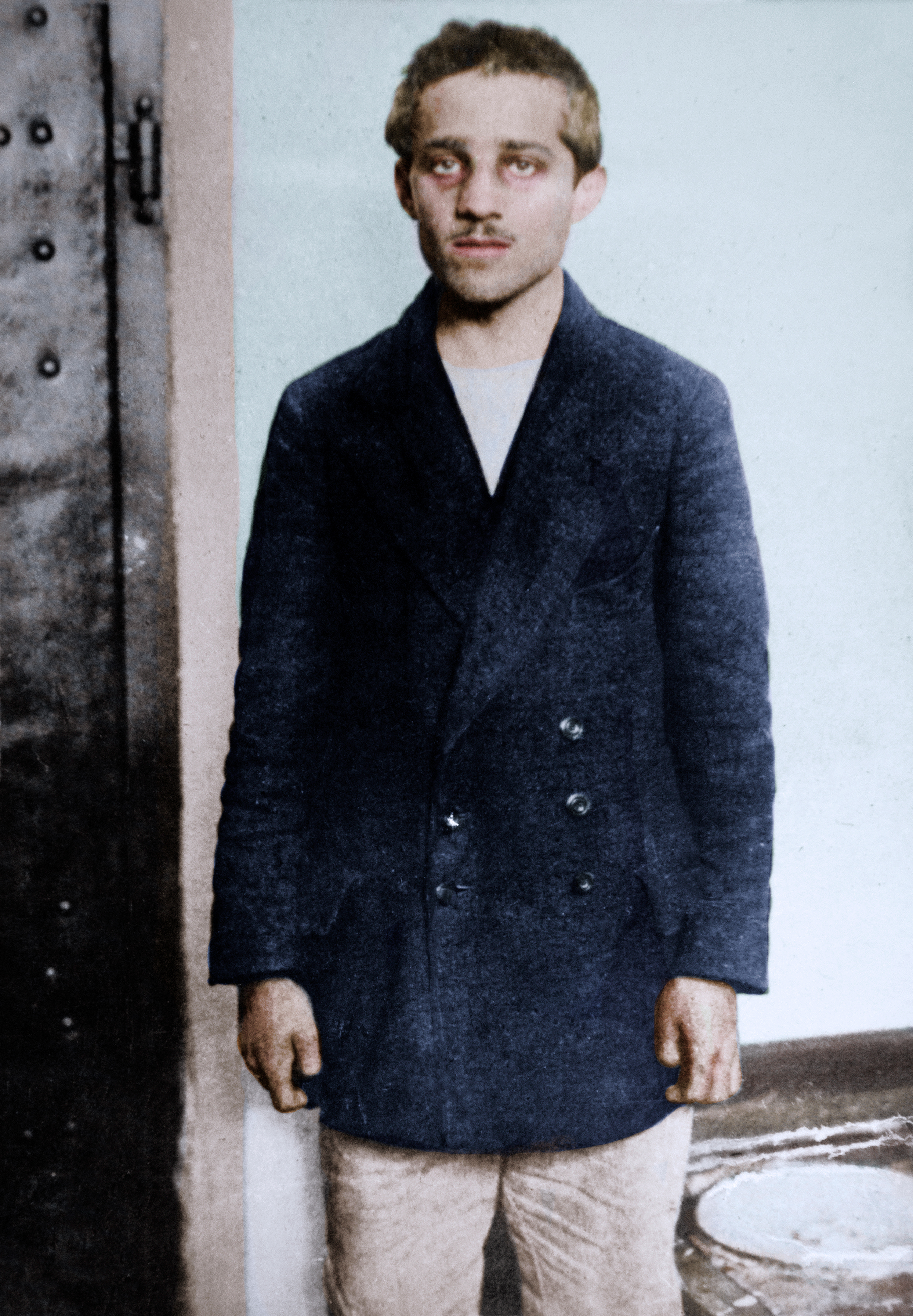
A merénylő Gavrilo Princip.

### Szarajevói per (1914)
A főherceg meggyilkolását követően a tetteseket hamarosan elfogták. Principet, Ilićet és Čabrinovićot a szarajevói Philippovich-kaszárnyában található katonai börtönbe vitték. Az előzetes vizsgálat 1914. szeptember 19-én fejeződött be, és 25 fő ellen emeltek vádat. Principet kivéve mindenki bűnösnek vallotta magát.
A merénylők pere 1914. október 12. és 23. között zajlott a szarajevói katonai bíróságon, az ítélethirdetésre október 28-án került sor. A bíró Luigi von Curinaldi volt. Princip kijelentette, hogy tettét a szerbek elnyomása motiválta. A felnőtt vádlottak úgy nyilatkoztak, hogy hajlandóak voltak részt venni az összeesküvésben. Veljko Čubrilović kijelentette a bírónak: „Princip rám nézett, és határozottan azt mondta: Ha tudni akarod, merényletet fogunk végrehajtani a trónörökös ellen, amit titokban kell tartani. Ha elárulod, a családod és te el fogtok pusztulni”. A kihallgatáson részletesen elmagyarázta, hogy miért érezte magát kényszerítve, hogy Princippel és Grabežzsal együttműködjön. Čubrilović attól félt, hogy a Princip mögött álló forradalmi szervezet képes lesz a merényletekre, és hogy elpusztul a háza, valamint meggyilkolják a családját. Arra a kérdésre, hogy nem félt-e a törvény által kiszabható büntetéstől, a következőt felelte: „Én jobban féltem a terrortól, mint a törvénytől”.
Annak érdekében, hogy cáfolják a vádat, a 20 év alatti belgrádi merénylők magukat hibáztatták és az előzetes tanúvallomástól eltérően vallottak a tárgyaláson. Princip azt vallotta, hogy ő jugoszláv nacionalista, és hisz abban, hogy az összes délszláv nemzet egyesülni fog valamilyen formában, Ausztriától függetlenül. Ezután megkérdezték tőle, hogy milyen formában kívánja ezt véghez vinni, úgy nyilatkozott: a terror révén. Čabrinović azt vallotta, hogy a politikai nézetei miatt akarta meggyilkolni a trónörököst. A bíróság nem hitt neki, mert Szerbiát feddhetetlennek írta le. A bíróság szerint a Narodna Odbrana és a Szerb Királyság katonai körei is támogatták a merénylőket.
A bíróság az alábbi ítéleteket hozta:
| Név                 | Kép | Ítélet                                                                               |
| ------------------- | --- | ------------------------------------------------------------------------------------ |
| Gavrilo Princip     |     | 20 év                                                                                |
| Nedeljko Čabrinović |     | 20 év                                                                                |
| Trifun Grabež       |     | 20 év                                                                                |
| Vaso Čubrilović     |     | 16 év                                                                                |
| Cvjetko Popović     |     | 13 év                                                                                |
| Lazar Đukić         |     | 10 év                                                                                |
| Danilo Ilić         |     | Kötél általi halál (végrehajtva 1915. február 3.)                                    |
| Veljko Čubrilović   |     | Kötél általi halál (végrehajtva 1915. február 3.)                                    |
| Nedjo Kerović       |     | Kötél általi halál, majd a pénzügyminiszter javaslatára 20 évre mérsékelték          |
| Mihajlo Jovanović   |     | Kötél általi halál (végrehajtva 1915. február 3.)                                    |
| Jakov Milović       |     | Kötél általi halál, majd a pénzügyminiszter javaslatára életfogytiglanra mérsékelték |
| Mitar Kerović       |     | Életfogytiglan                                                                       |
| Ivo Kranjcević      |     | 10 év                                                                                |
| Branko Zagorac      |     | 3 év                                                                                 |
| Mark Perin          |     | 3 év                                                                                 |
| Cvijan Stjepanović  |     | 7 év                                                                                 |
| Kilenc vádlott      |     | Felmentették                                                                         |

Čabrinović a tárgyaláson kifejezte a sajnálatát a gyilkosságot illetően. A három árva gyerektől nem sokkal később egy megbocsátó levelet kapott. Az osztrák–magyar törvények szerint a 20 év alattiakat csak 20 év börtönbüntetésre ítélhették. A merénylők korát illetően a bíróságnak voltak kétségei, de ezt végül sikerült tisztázni.

### Szaloniki per (1917)

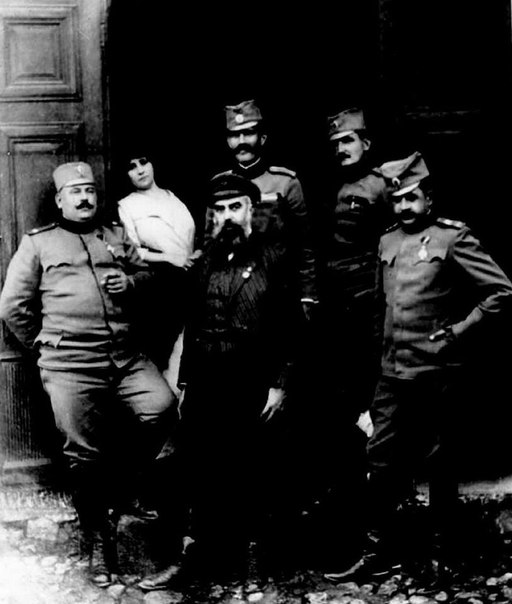
A szaloniki per, az ítélethirdetés után

1916 végén és 1917 elején az Osztrák–Magyar Monarchia és Franciaország titkos béketárgyalásokat folytatott. Emellett bizonyítékok támasztják alá, hogy a monarchiát képviselő személyek és a szerb miniszterelnök bizalmi embere, Stojan Protić illetve Sándor régensherceg bizalmasa, Petar Živković is titkos megbeszéléseket folytattak. Károly osztrák–magyar uralkodó kijelentette, hogy ha a száműzetésben lévő szerb kormány vissza akar térni Szerbiába, garanciákat kell adjon arra, hogy Szerbia nem intéz további provokációkat a monarchiával szemben.
Ebben az időszakban a régensherceg, a hozzá hű katonatisztek és Pašić miniszterelnök eltervezték, hogy megszabadulnak az Apishoz tartozó katonai csoporttól, mivel politikailag veszélyeztették Sándor herceg helyzetét. 1917. március 15-én nyolc katonatisztet a régensherceg elleni merénylettel vádoltak meg. A foglyokat az antant szaloniki táborában tartották fogva. A perre áprilisban és májusban került sor, ahol tovább növekedett a vádlottak névsora. Május 23-án Apist és nyolc társát halálra, két vádlottat pedig 15 évi börtönbüntetésre ítélték. Az egyik vádlott időközben elhunyt, így a vádakat ejtették ellene. Volt akinek az ítéletét enyhítették, és voltak, akiknek a trónörökös megkegyelmezett. 1917. július 13-án végül csak három főt végeztek ki (továbbá 70 dináros bírósági illetéket és a költségeket is meg kellett téríteniük): Apist, azaz Dragutin Dimitrijevićet, Ljuba Vulovićot és Rade Malobabićot. Muhamed Mehmedbašićot 15 évre ítélték és 60 dináros bírósági illeték megfizetésére kötelezték. Amikor a három férfit a kivégzőosztag felé vezették, Apis ezt mondta az őt vezető személynek: „Most már világos nekem is és neked is, hogy ma azért ölnek meg szerb fegyverek, mert én szerveztem meg a szarajevói merényletet”.
A Fekete Kéz szervezet ezzel a kirakatperrel meg is szűnt. Tankosić már 1915 végén elhunyt, így őt nem tudták bíróság elé állítani. A szaloniki pert 1953-ban a szocialista Jugoszláviában újratárgyalták, és mindenkit felmentettek. Ezzel is szerette volna igazolni a Legfelsőbb Katonai Bíróság, hogy kapitalista, elnyomó rendszer volt a korábbi királyság.

## Vita a felelősségről

### A szerb figyelmeztetés
A merényletet követően Milenko Vesnić franciaországi szerb nagykövet és Spalaiković oroszországi szerb nagykövet úgy nyilatkozott, hogy korábban Szerbia figyelmeztette az Osztrák–Magyar Monarchiát egy közelgő merényletre. Nem sokkal később Szerbia tagadta ezeket az állításokat. Pašić miniszterelnök július 7-én Az Est című lapban tagadta a korábbi nyilatkozatokat, július 20-án pedig a New York Herald párizsi kiadásában is megerősítette ezt. Később többen is úgy nyilatkoztak, köztük Ljuba Jovanović szerb oktatási miniszter, aki a Krv Slovenstva hasábjain írt arról, hogy a miniszterelnök a kabinetjével május végén vagy június elején megtekintette a közelgő merénylet alappontjait. Június 18-án egy táviratot küldtek a bécsi szerb nagykövetnek, Jovan Jovanovićnak, amelyben utasították, figyelmeztesse a monarchiát egy esetleges Ferenc Ferdinánd elleni boszniai merényletre.
Három nappal később Jovanović találkozott az osztrák-magyar pénzügyminiszterrel, Leon Bilińskivel. Lesanin ezredes, szerb katonai attasé szerint a bécsi szerb nagykövet figyelmeztette Bécset, hogy a főherceg boszniai útja incidenseket okozhat, akár súlyos személyi baleset is bekövetkezhet, és az osztrák-szerb kapcsolatok végzetes megromlásával is járhat a boszniai út. A találkozó végén a nagykövet azt mondta Lesanin ezredesnek, hogy Biliński nem tulajdonított nagy jelentőséget a figyelmeztetésnek. Végezetül azt mondta a pénzügyminiszter: „Reméljük, semmi sem történik”, majd elköszönt. Biliński nem beszélt a témáról, de a sajtóosztályának vezetője megerősítette, hogy volt egy találkozó, ahol a szerbek homályos említést tettek a merényletet illetően, de nem volt arról szó, hogy egy szerb nemzetiségű osztrák-magyar katona lelövi Ferenc Ferdinándot.

### Rade Malobabić
1914-ben Rade Malobabić a szerb katonai hírszerzés vezetőjeként felelős volt az Osztrák–Magyar Monarchia elleni titkos műveletekért. A háború alatt a monarchia által megszerzett dokumentumokban többször előfordult a neve, arra utalva, hogy a szerb ügynököket és a fegyverek szállítását irányította. Köszönhetően annak, hogy Apis vallomását, illetve a szaloniki per dokumentumainak másolatait Szerbia titkosította, a történészek kezdetben nem kötötték össze Malobabić személyét a szarajevói merénylettel. Apis a vallomásában viszont kijelentette, hogy rávette Malobabićot a trónörökös elleni szarajevói merénylet megszervezésére.
A szaloniki tárgyaláson Ljubomir Vulović határőr ezredes, a Szerbiai Határrendészet parancsnoka úgy nyilatkozott, hogy 1914-ben szolgálati útján (Loznicából Belgrád felé), hivatalos levelet kapott a vezérkartól. Ebben tájékoztatták Malobabić és ügynökeinek, valamint egy tanárnak az érkezéséről, akiket Boszniába kellett átirányítania. Ezt Loznicába érkezvén meg is tette, és hamarosan megtörtént a merénylet. Kivégzésének estéjén Malobabić a következőket mondta a papnak: „Megparancsolták, hogy menjek Szarajevóba, amikor a merénylet esedékes volt, és amikor minden befejeződött, megparancsolták, hogy térjek vissza és más küldetéseket teljesítsek, és akkor kitört a háború”. Vladimir Dedijer A Szarajevóhoz vezető út című könyvében járulékos tanúvallomással támasztotta alá azt, hogy Malobabić a merénylet előestéjén Szarajevóba érkezett és megadta a végső jelet Danilo Ilićnek.

### A Fekete Kéz
Miután Szerbia legyőzte Bulgáriát a balkáni háborúk során, a Fekete Kéz súlyos veszteségeket szenvedett, mivel elhunyt a szervezet elnöke, továbbá az anyagi támogatás is elapadt. 1914-ben a Fekete Kéz főként Dragutin Dimitrijević magánszervezeteként működött, és tagjai hűek voltak Dimitrijević-hez, azaz Apishoz. Vallomásában úgy is utalt magára, „mint a vezérkar hírszerző osztályának vezetője”. Az a tény, hogy a Fekete Kézre vonatkozott a katonai szolgálati út betartása, továbbá az, hogy a szervezet alapszabályzatának 16. cikkelye szerint a merénylet megtervezését a Legfelsőbb Tanácsnak, az elnöknek, vagy a titkárnak meg kellett volna szavaznia, amire nem került sor, olyan tényezők, amik a katonai hírszerzésre terhelik a felelősséget. Tény, hogy Milan Ciganović a Fekete Kéz legfontosabb tagja volt, Vladimir Gaćinović pedig a szervezet Bosznia–Hercegovina tartományi igazgatói szerepét töltötte be.

### Az újságkivágás
A per során a három belgrádi merénylő magára vállalta a felelősséget. Čabrinović azt vallotta, hogy a merénylet ötlete egy március végi levélben lévő újságcikkel született. Ezt megmutatta Principnek, majd másnap elhatározták, hogy véghezviszik a merényletet. Princip a tárgyaláson azt vallotta, hogy a német újságokban olvasott a trónörökös látogatásáról. Princip kifejtette, hogy húsvét (április 19.) tájékán egy kódolt levelet küldött Ilićnek, amelyben leírta, hogy Ferenc Ferdinánd meggyilkolását tervezi. Grabež viszont úgy vallott, hogy húsvét környékén Princip és ő azt vitatták meg, hogy Potiorek vagy a trónörökös ellen kíséreljenek meg merényletet, végül a trónörökös mellett döntöttek. Március 26-án Ilić és Mehmedbašić már megállapodott, hogy meggyilkolják Ferenc Ferdinándot, tehát elhatározásuk a belgrádi merénylők tervét megelőzően megszületett.

### Narodna odbrana
A katonai hírszerzés tagjai – a Fekete Kéz fennmaradó része – beépültek a Narodna Odbrana szervezetébe, felhasználva annak csempészalagútjait, illetve egyéb útvonalait. Tevékenységük során személyeket és fegyvereket juttattak el Belgrádból Szarajevóba. 1914. június 5-én a Narodna odbrana elnöke Boža Milanović jelentésére a csalódott Pašić miniszterelnök így reagált: „Boža az összes ügynököt tájékoztatta, hogy nem fogadhatnak senkit, kivéve ha a személy a Boža által megadott jelszót használja”.

### Milan Ciganović
Pašić miniszterelnök hamarosan értesült a trónörökös elleni merényletről. Ljuba Jovanović oktatási miniszter szerint a miniszterelnök nem értesült elég hamar a tervről, így nem tudta a határőrséget tájékoztatni, hogy megakadályozzák a gyilkosságot. A miniszteri megbeszélés valamikor május végén volt, az információt valamivel előtte kapta. Luigi Albertini újságíró szerint ez arra enged következtetni, hogy az informátor Milan Ciganović volt.

### Az orosz katonai attasé irodája
Apis a szaloniki per során azt vallotta, hogy a trónörökös elleni merénylet elrendelésekor Artamonov orosz katonai attasé Oroszország nevében megígérte, hogy egy esetleges támadás esetén védelmet nyújt Szerbiának, és Oroszország anyagilag támogatta a merénylet végrehajtását. Albertininek tett nyilatkozatában viszont ezt később tagadta, továbbá kijelentette, hogy ekkor Olaszországban nyaralt, és minden felelősség Alekszandr Verhovszkijt terheli, aki napi kapcsolatban volt Apisszal. Verhovszkij elismerte irodája részvételét, majd hallgatott a témáról.
Bizonyíték van rá, hogy Oroszország tudott június 14-e előtt a tervről, de Schelking a következőket írta erről:

„1914. június 1-jén (Gergely-naptár szerint június 14.) II. Miklós orosz cár I. Károly román királlyal tárgyalt Konstancában. Ott voltam akkoriban – amennyire csak meg tudtam ítélni a kíséret (Szazonov orosz külügyminiszteré) tagjainak beszélgetését, ő (Szazonov) meg volt győződve róla, hogy a főherceg (Ferenc Ferdinánd) „eltávolítása” nem fogja veszélyeztetni Európa békéjét.”

## Magyarok a merénylet helyszínén
1934-ben a Pesti Naplóban megjelent egy riport Kritzler Lajos nyomozóval, aki a merénylet idején szolgálatban volt. Az újságnak úgy nyilatkozott, hogy még június 27-én este „egy harmadrendű szállodában” elfogták Danilo Ilićet. Ez azonban nem fedte a valóságot, mivel Princip csak a merénylet napján kapta meg a fegyvert. Másnap Kritzler azon a területen tartózkodott, ahol az első merénylet történt. Erre így emlékszik vissza: „A trónörökös kocsija 50–60 lépésnyire lehetett, amikor láttam, hogy egy magas, szőke fiatalember furakszik elő a tömegben. Odaugrottam hozzá és hátralöktem, intve a rendőröknek, akik elcipelték”. Nem sokkal később, tőle 300 méterre felrobbant Čabrinović bombája. Kritzler azt állította, hogy a merényletek után ő is annak a csapatnak a része volt, amit megbíztak a nyomozással, így óránként küldték a jelentéseket Budapestre, Krecsányi Kálmán főnyomozónak.
Sági (Schreiber) Ervin kadét saját személygépkocsijával vett részt a konvojban. A Gräf & Stift gyártmányú gépkocsi a legutolsó volt a sorban, így Čabrinović bombája nem okozott semmilyen sérülést az autójában. Princip támadásakor viszont a trónörökös pár mögött haladt, így mindent látott. Így emlékszik vissza a történtekre: „…látom, hogy a főhercegi kocsi hátrafelé tolat, jobbra tumultus, melynek közepén egy fekete fiatalembert (ő volt a merénylő) fognak a rendőrök, úgyhogy az az érzésem, hogy szökni engedik. S hogy a rendőrök, kik szerbofil fráterek, el ne engedjék, kéthárom ott lévő altisztnek adjuk át Principet, s sietünk vissza autóinkhoz, hogy a főhercegi pár hogyléte felől tudakozódjunk”.
Čabrinović elfogásánál is közreműködött egy magyar. Marossy borbélymester kisfiával állt a Miljacka partján, amikor észrevette Čabrinović kezében a bombát, ezért feléje ugrott, így ő célt tévesztett. A merénylő menekülni próbált és a folyóba ugrott, ahol Marossy megakadályozta, hogy a pisztolyát önmaga ellen fordítsa. Marossy így nyilatkozott 1934-ben a Pesti Naplónak, hogy egy rendőr le akarta lőni a merénylőt, de ő rákiáltott: „Mit csinál? Élve kell elfogni.” Pontosan akkor ért ezután vissza a rakpartra, amikor Princip elkövette a merényletet. A tömeg ekkor ráugrott, de Marossy kiszabadította őt, mivel tudta, hogy élve kell elfogni.

## Relikviák

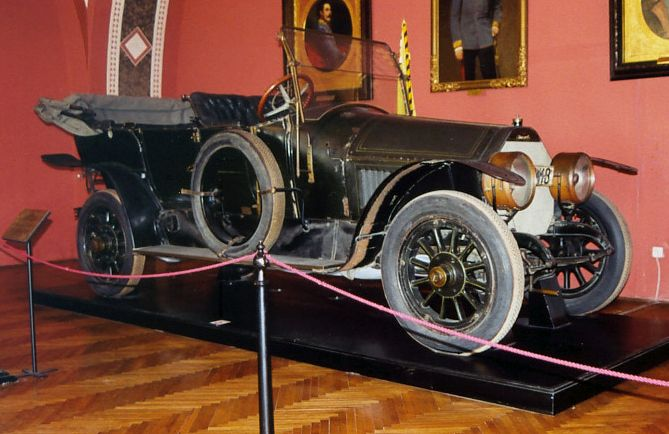
A Gräf & Stift sportkocsi a Bécsi Hadtörténeti Múzeumban

A Bécsi Hadtörténeti Múzeumban egy Szarajevó-szobában találhatók meg a merénylet relikviái. A 9 mm-es FN Browning 1910 lőfegyvert, amellyel Princip a merényletet elkövette, június 28-a után a főhercegi párt búcsúztató Anton Puntigam jezsuita atyára bízták, aki múzeumot akart nyitni Ferenc Ferdinánd tiszteletére. Az Osztrák–Magyar Monarchia összeomlása után azonban a terv és a fegyverek feledésbe merültek, és ezeket csak 2004-ben, a levéltári anyagok átvizsgálása után találták meg. A fegyver mellett Ferenc Ferdinánd véres ingét, Zsófia a merényletkor viselt rózsáját és a fejpárnát is megtalálták.
A sportkocsi, amely a trónörököst és feleségét szállította, 1910. december 15-én került Harrach grófhoz. Az autó egy Gräf & Stift gyártmányú Doppel-Phaeton márkanevű jobbkormányos, négyhengeres, 32 lóerős, 5,88 literes, nyitott luxuslimuzin volt. A merénylet után a gépkocsi a császár tulajdonába került és a Bécsi Hadtörténeti Múzeumba vitték. A második világháborúban megsérült, ezért 1957-ben restaurálták, majd a Szarajevó-teremben ismét kiállították.
A hatóságok csak időnként engedélyezik a trónörökös véres ingének bemutatását a nagyközönség számára, mivel azt nem érheti sokáig napfény. Ezt is Anton Puntigam őrizte haláláig, majd a jezsuiták 2004-ben átadták a múzeumnak.
A gyilkos lövedék (.32 ACP), amely megölte Ferenc Ferdinándot, a csehországi Konopiště kastélyban van kiállítva.

## A merénylet a művészetekben
A merényletről több dokumentumfilm és könyv készült. Játékfilmként 1975-ben elevenítették fel a történteket. A film Merénylet Szarajevóban címmel jelent meg, a rendezője Veljko Bulajić volt. A merénylet 100. évfordulójára német–osztrák koprodukcióban készült játékfilm címe A merénylet – Szarajevó 1914, rendezője Andreas Prochaska volt.

## Megítélése és emlékezete

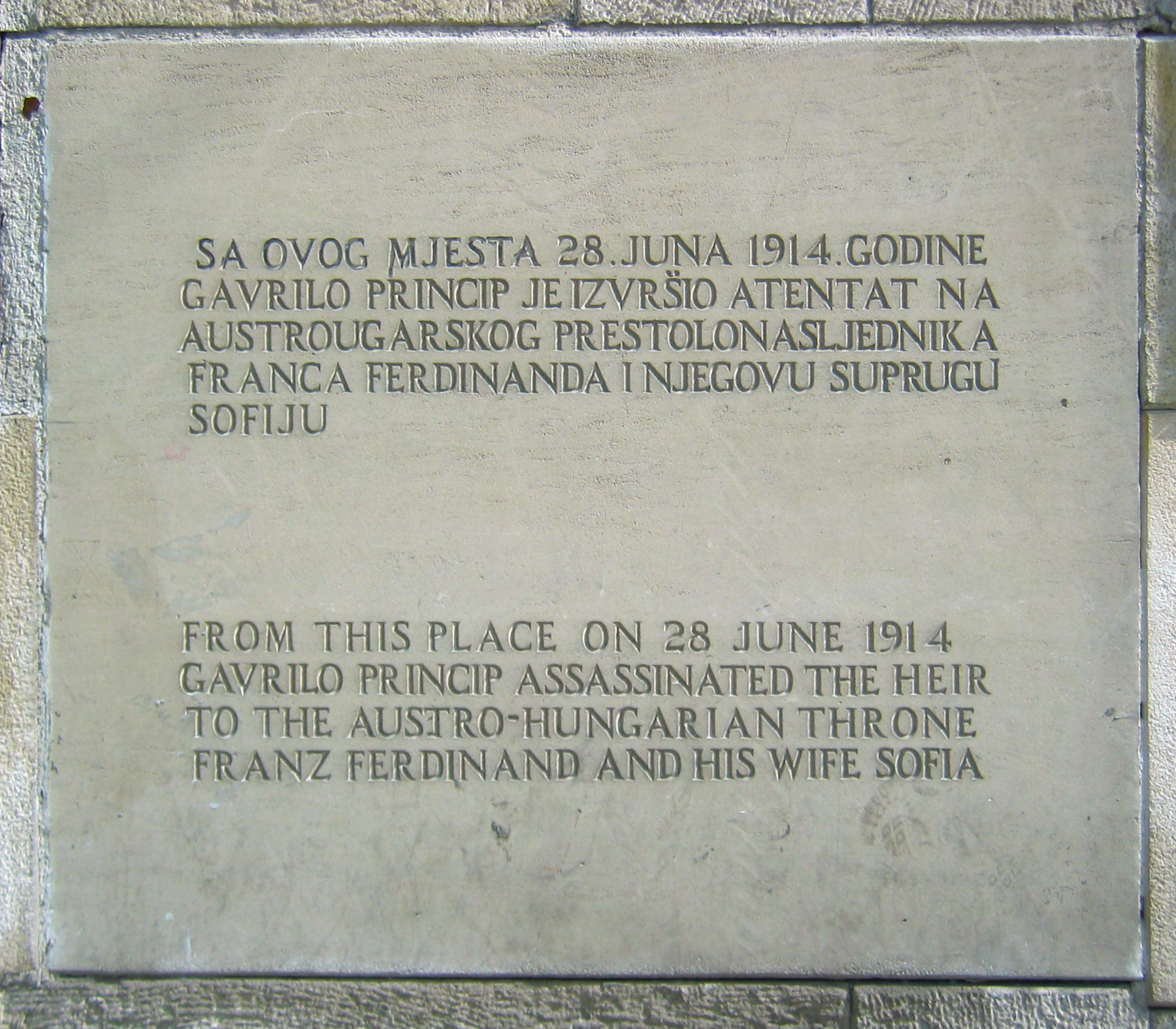
Újabb emléktábla a merénylet helyén (2009-ben)

Sok szerb ma is nemzeti hősként tiszteli az elkövetőt, és szerintük tette hozzájárult a szerb nemzeti megújuláshoz. A szerbek 2014-ben, az első világháború kitörésének 100. évfordulója alkalmából, szobrot emeltek Principnek a vajdasági Bácstóvárosban. A szobrot a világhírű szerb filmrendező, Emir Kusturica leplezte le. A világháborút megelőző időszakban a település közel ötven fiatalja tanult Szarajevóban és volt egyben az Ifjú Bosznia nevű szervezet tagja. Matija Bećković szerb költő szerint Princip tette alapvető változást hozott az Osztrák–Magyar Monarchia területén élő szerbek életébe. Kusturica véleménye szerint, aki filmet is forgatott Princip életéről, a merénylet nélkül ma nem létezhetne modern értelemben vett szerb állam. A szobor költségeit a település lakosai fizették, közadakozásból. A boszniai szerbek 2014 júniusában ugyancsak szobrot állítottak a hősként és szabadságharcosként tisztelt Principnek Szarajevó keleti részén. Belgrádban a szobrát a merénylet 101. évfordulóján adták át. Ennek során Tomislav Nikolić szerb elnök a következőket mondta: „Gavrilo Princip hős volt, a felszabadítás eszméjének szimbóluma… Mások azt gondolnak, amit akarnak”.
Mások szemében azonban Princip csak egy fanatikus, nacionalista terrorista volt, aki a világháború kirobbantásával milliók halálához járult hozzá. Jugoszlávia fennállása alatt az állami álláspont részét képezte Princip és a merénylet pozitív megítélése, ez azonban az állam megszűnésével és a délszláv háború során megváltozott. Különösen a boszniai bosnyákok és a katolikus horvátok utasítják el a szerb álláspontot. Az őket képviselő szarajevói polgármester egy emléktáblát állított a merénylet helyszínén a meggyilkolt főherceg emlékére. Egy 72 éves boszniai muszlim férfi, Halida Basić a következőképp nyilatkozott: „Gyilkos volt, terrorista. Azért tette, mert azt akarta, hogy Bosznia Nagy-Szerbia része legyen”. Husnija Kamberović, a Szarajevói Történeti Intézet igazgatója ezt mondta: „Ahogy az elmúlt száz évben is volt, Gavrilo Princip egyesek szemében mindig is hős marad, mások számára pedig terrorista. Ez érzelmek kérdése, és nem komoly történelmi érveké”. A vélemények különbsége gyakorlatilag az etnikai választóvonalak mentén alakult ki.
A merénylet megítélése történészi szemmel nézve is ellentmondásos. Christopher Clark angol történész – aki 2013-ban nagysikerű könyvet adott ki Az alvajárók címmel – a világháború „gyújtózsinórjának” tartja a merényletet, és véleménye szerint a szerb politika központi szerepet játszott Európa háború felé sodródásában. A szerbeket elítélő véleményét pedig részben a barbár módon elkövetett korábbi királygyilkossággal támasztotta alá. Ez az álláspontja ezáltal csökkenti az imperialista nagyhatalmak felelősségét is a Balkánt illetően. Megítélését a szerb történészek revizionizmusnak tartják, és ezt a megközelítést elutasítják. Maria Todorova bolgár történész ugyancsak elítélte a „vad Balkánt tényként megjelenítő” megközelítést. Emellett szintén megfigyelhető a nyugati és a balkáni újságírói, írói vélemények fentiekhez hasonló szembenállása.
Érdekességként megemlíthető, hogy Szarajevó 1941-es német megszállása alkalmával német tisztek levették az ott talált emléktáblát, és Adolf Hitler részére adományozták a születésnapja alkalmából.

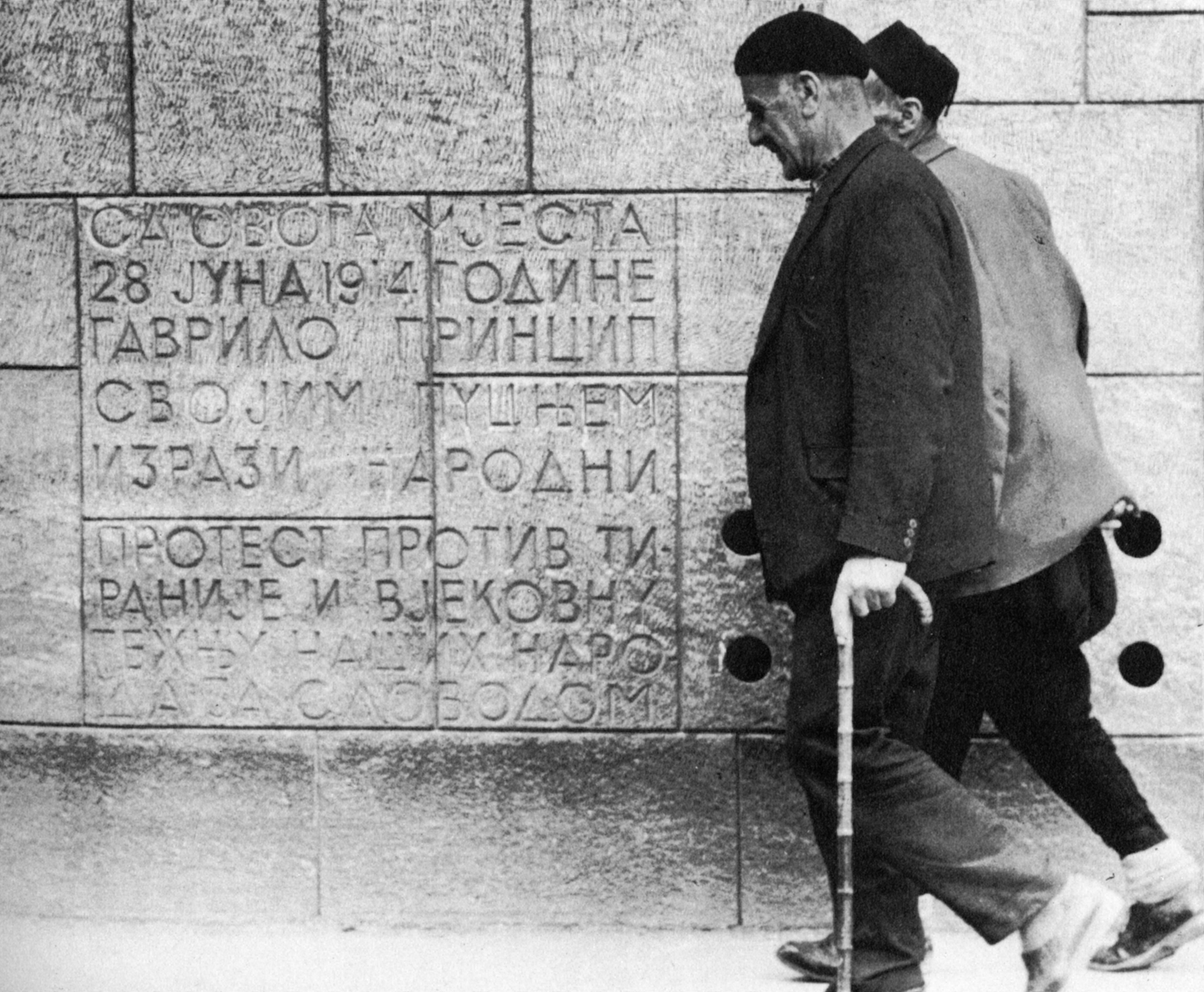
Emléktábla az 1960-as években
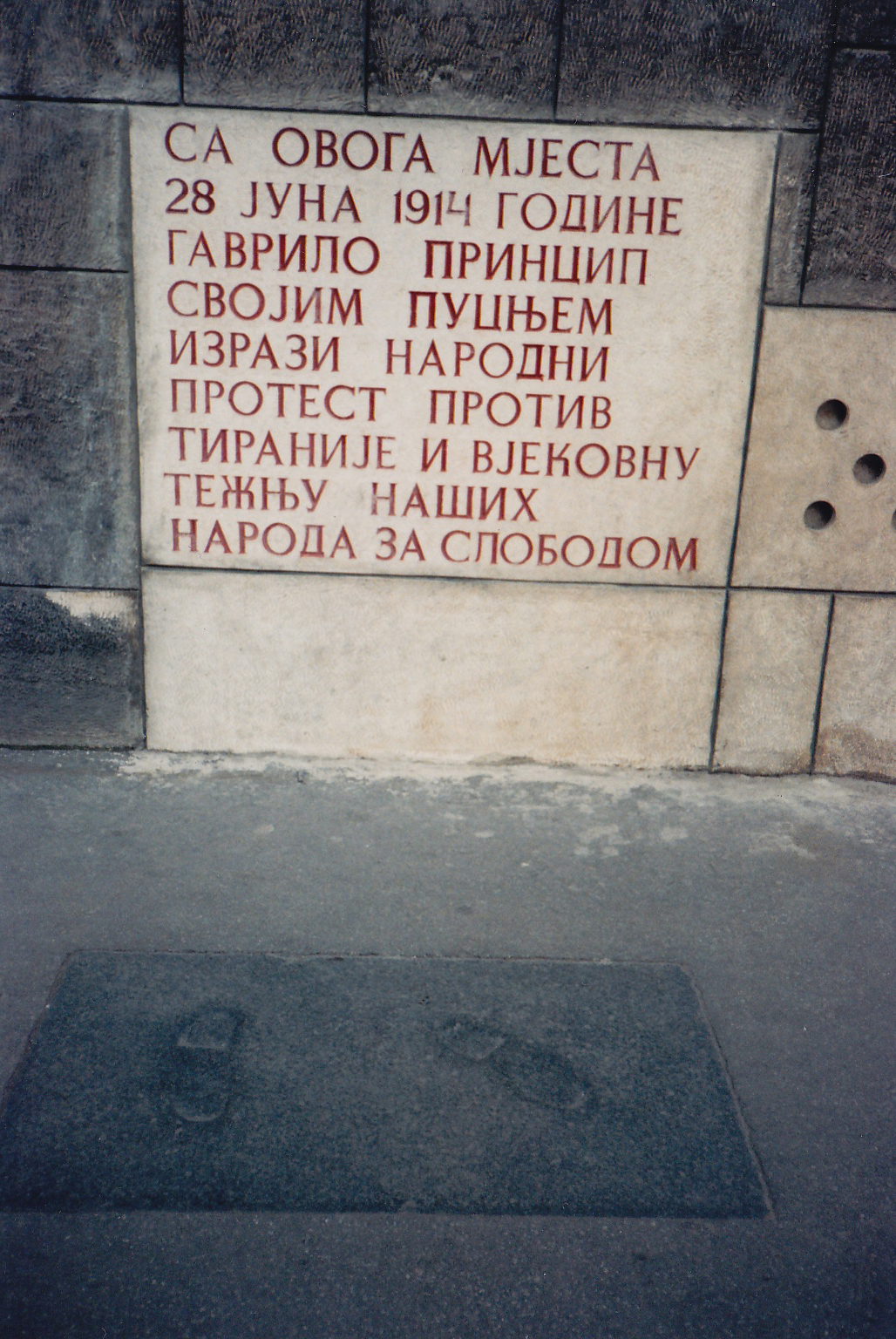
Korábbi emléktábla és Princip láblenyomata a merénylet helyén
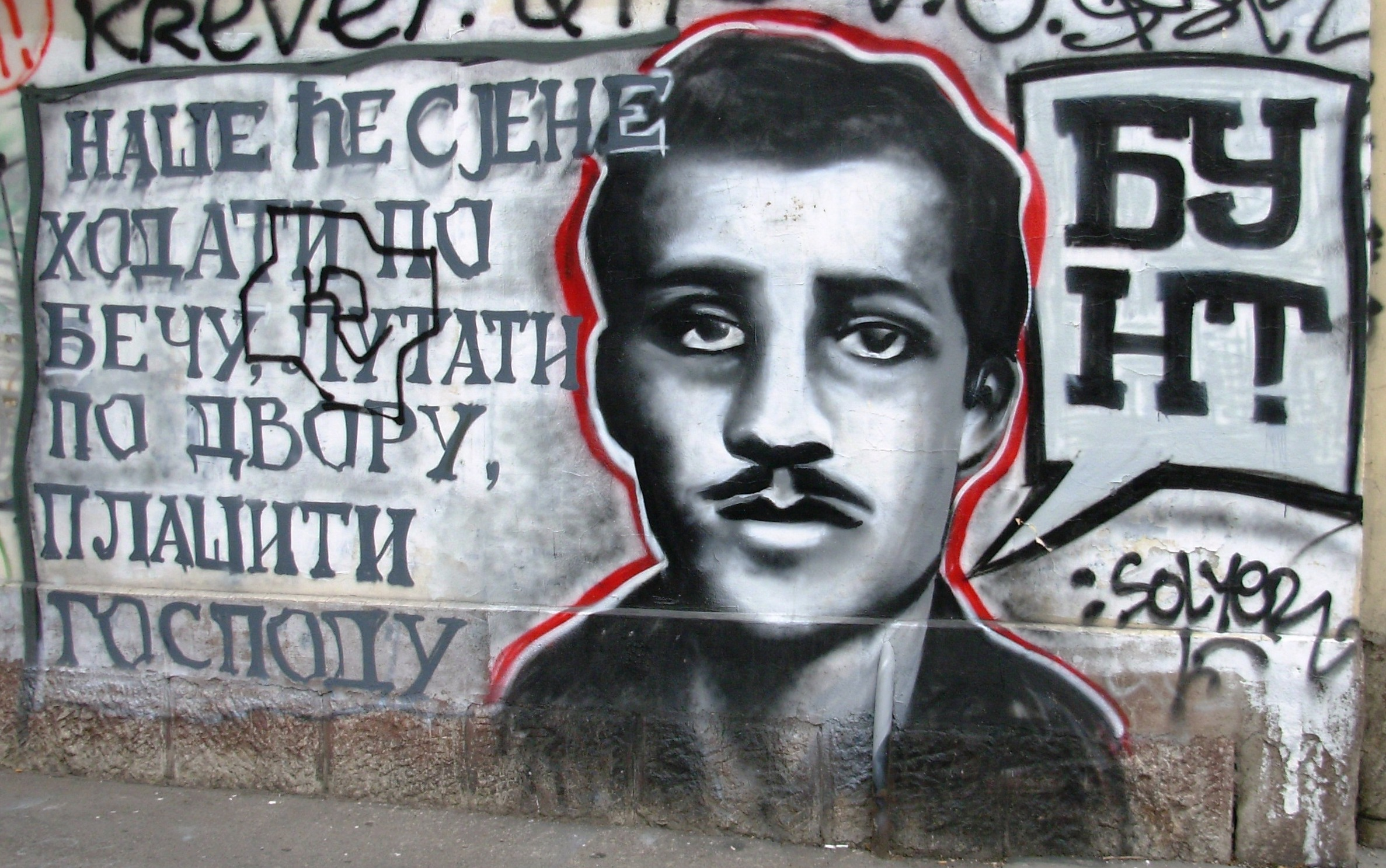
Princip-graffiti Belgrádban (2011-ben)
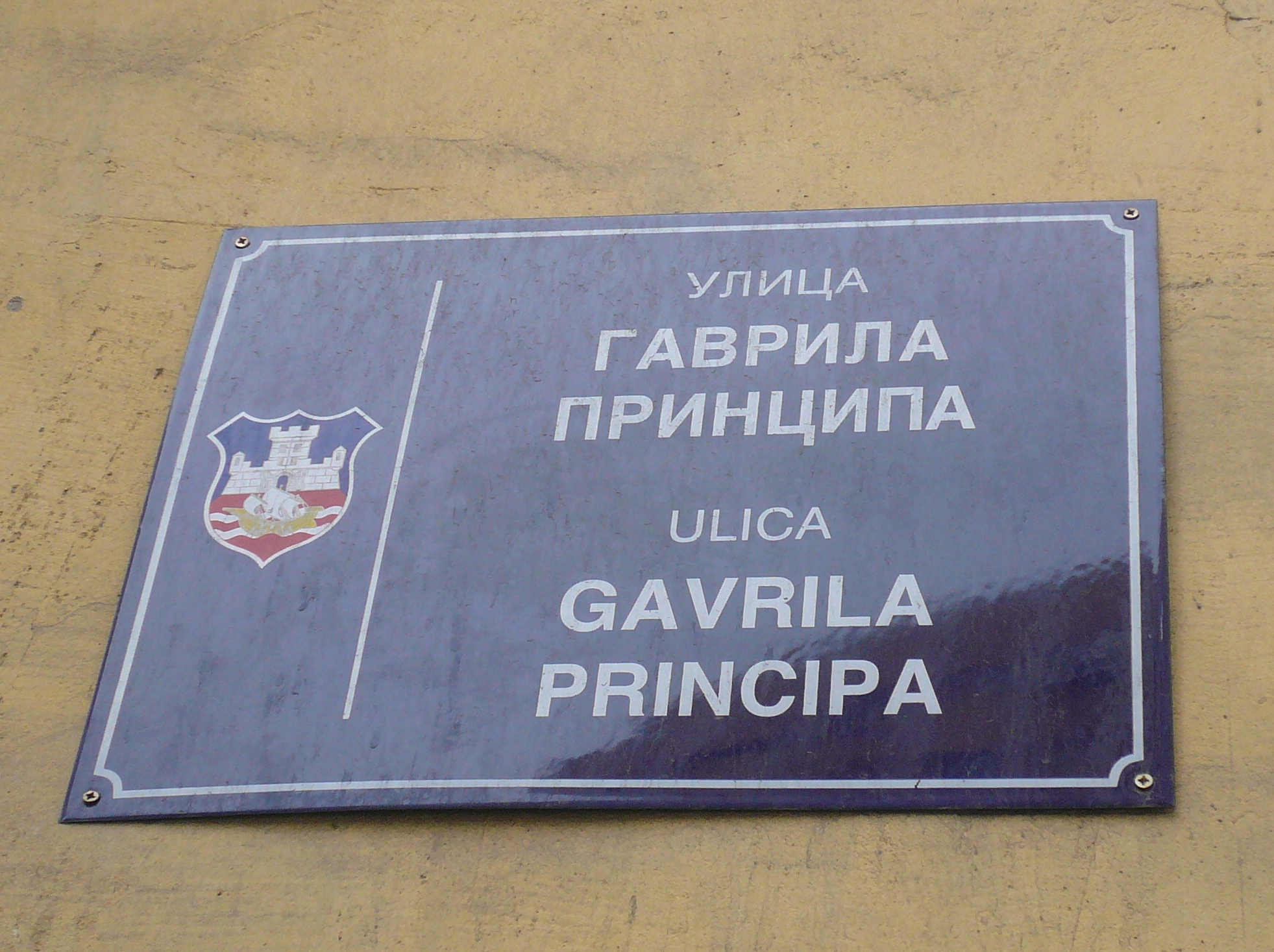
A Gavrilo Princip utca táblája Belgrádban (2012-ben)

## Fordítás
- Ez a szócikk részben vagy egészben  az   Assassination of Archduke Franz Ferdinand of Austria című angol Wikipédia-szócikk ezen változatának fordításán alapul.  Az eredeti cikk szerkesztőit annak laptörténete sorolja fel. Ez a jelzés csupán a megfogalmazás eredetét és a szerzői jogokat jelzi, nem szolgál a cikkben szereplő információk forrásmegjelöléseként.